# Sneedville
Sneedville es un pueblo ubicado en el condado de Hancock en el estado estadounidense de Tennessee. En el Censo de 2010 tenía una población de 1.387 habitantes y una densidad poblacional de 232,63 personas por km².

## Geografía
Sneedville se encuentra ubicado en las coordenadas 36°32′13″N 83°12′39″O / 36.53694, -83.21083. Según la Oficina del Censo de los Estados Unidos, Sneedville tiene una superficie total de 5.96 km², de la cual 5.96 km² corresponden a tierra firme y (0.04%) 0 km² es agua.

## Demografía
Según el censo de 2010, había 1.387 personas residiendo en Sneedville. La densidad de población era de 232,63 hab./km². De los 1.387 habitantes, Sneedville estaba compuesto por el 97.4% blancos, el 0.58% eran afroamericanos, el 0.29% eran amerindios, el 0.07% eran asiáticos, el 0% eran isleños del Pacífico, el 0% eran de otras razas y el 1.66% pertenecían a dos o más razas. Del total de la población el 0.29% eran hispanos o latinos de cualquier raza.